# Рибарско полуострво
Рибарско полуострво (рус. полуо́стров Рыба́чий; слап. Giehkirnjárga) малено је полуострво на крајњем северу европског дела Руске Федерације и њен најсевернији континентални део. Административно припада Печеншком рејону Мурманске области.
Према подацима са пописа становништва из 2010. на полуострву је живело свега око 130 становника и постојала су само два насеља, Вајда Губа на северозападу и Ципнаволок на североистоку.

## Географија
Рибарско полуострво налази се у акваторији Баренцовог мора, а од континенталног дела на југу је одвојено дубоким Мотовским заливом. Са копном, односно са полуострвом Средњи, повезано је преко уске копнене превлаке дужине око 2,3 km. Полуострво је доста издужено у смеру северозапад-југоисток са максималном дужином од око 56 км, док је највећа ширина до 25 km. Само полуострво представља плато стрмо одсечен од мора у чијој основи се налазе седиментни глинени шкриљци, пешчар и кречњачке стене. Највиша тачка полуострва је кота Ејна са надморском висином од 299 метара.
Највећи залив налази се уз северну обалу полуострва и реч је о заливу Зубовска губа (рус. Зубовская губа) максималне дужине око 8,5 км и ширине до 3,5 km. Максимална дубина воде у заливу је 36 метара, а укупна дужина обале око 20 km. У заливу се налазе два већа (Велики и Мали Зубовски) и неколико мањих острва. На крајњем северозападу полуострва налази се рт Немецки који је уједно и најсевернија тачка континенталног дела европске Русије.
Захваљујући огранку топле Норвешке струје која протиче дуж његових северних обала, обале Рибарског полуострва су упркос географској ширини током целе године ослобођене од леда. Полуострво је обрасло вегетацијом тундром. Околне воде Баренцовог мора су јако богате рибом (харинга, бакалар, ципал) која представља важан извор прихода малобројног локалног становништва.

## Историја
Још током средњег века рибари су у водама око овог полуострва ловили рибу, а према подацима из XVII века на полуострву се налазило 16 рибарских насеља са 109 рибарских кућица. У вези са бројним рибарским колонијама је и садашње име острва које се први пут помиње током XVI века.
Иако су Норвежани чинили основу популације на полуострву, сходно договору о разгранињењу између Норвешке и Руске Империје из 1826. године полуострво је ушло у састав руске државе. Почетком XX века на полуострву је постојало 9 норвешко-финских насеља у којима је живело око 500 људи. Након Руске револуције западни део острва је прешао у посед Финске и у њеним границама је остао до окончања Зимског рата (1939−1940) када је враћен у посед Русије (односно Совјетског Савеза).
Пуноправно чланство Норвешке у Натоу до ког је дошло након Другог светског рата довело је до интензивне милитаризације полуострва. Нако распада Совјетског Савеза већина војних база је затворена и напуштена, а туристима је омогућен приступ полуострву.